# Asigliano Veneto
Asigliano Veneto é uma comuna italiana da região do Vêneto, província de Vicenza, com cerca de 860 habitantes. Estende-se por uma área de 8 km², tendo uma densidade populacional de 108 hab/km². Faz fronteira com Cologna Veneta (VR), Orgiano, Poiana Maggiore.

## Demografia
| Variação demográfica do município entre 1861 e 2011                               |
|                                                                                   |
| Fonte: Istituto Nazionale di Statistica (ISTAT) - Elaboração gráfica da Wikipedia |